# 아이나비
아이나비(iNavi)은 팅크웨어의 위치 기반의 서비스 및 지도 서비스이다. 2011년 유비벨록스가 270억 원으로 지분 14.4%를 창업자 김진범에게 취득하여 팅크웨어를 인수하였다.